# 歐歌鶇
歐歌鶇（學名：Turdus philomelos）是一種分佈在歐亞大陸的鶇屬鳥類，上身呈褪色，下身呈奶白色或淺黃色，有黑色斑點。牠們歌聲獨特，常見於詩歌。
歐歌鶇在森林、花園和公園繁殖。牠們會在樹上以泥築巢，每次會生4-5顆蛋。牠們是雜食性的，懂得利用石頭作為鐵砧攻擊蝸牛。牠們就像其他雀形目般受體內、外的寄生蟲侵襲，且易被貓和猛禽捕食。
有一部份的歐歌鶇是候鳥，會飛到南歐、北非及中東過冬。牠們也有被引進到新西蘭及澳洲。牠們雖然並非瀕危，但在歐洲部份地區的數量大幅減少，可能是與種植業的改變有關。

## 科學分類

### 命名
歐歌鶇見於德國鳥類學家Christian Ludwig Brehm1831年的記載，其原學名一直沿用至今。種小名是以希臘神話中的公主菲洛墨拉來命名，菲洛墨拉的舌頭被割下但卻變成了一隻會唱歌的鳥。

### 分類
分子研究顯示歐歌鶇是槲鶇及寶興歌鶇的近親。這三種是鶇屬早期的分支，分支出來的時間比牠們多樣化及擴散全球還要早，故與烏鶇較為疏遠。
歐歌鶇其下有三個亞種：

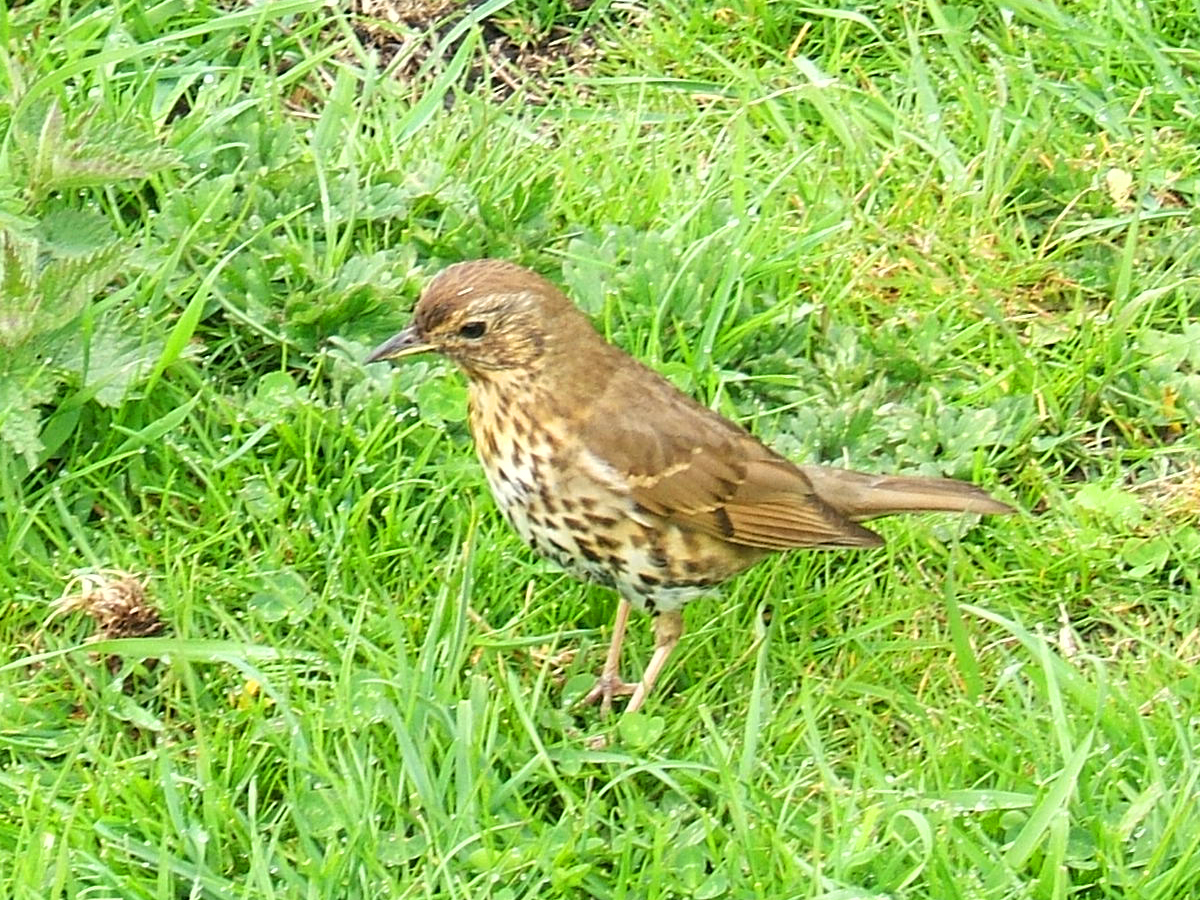
在英格蘭的T. p. clarkei。

- 指名亞種（T. p. philomelos）：佔了大部份的分佈地；
- T. p. hebridensis：由英國鳥類學家William Eagle Clarke於1913年描述。牠們是一種留鳥，分佈在蘇格蘭的埃利安錫爾及斯凱島。牠們的顏色最為深色，背部呈深褐色，臀部灰色，上身淡淺黃色，兩側呈灰色。[5]
- T. p. clarkei：是由德國動物學家Ernst Hartert於1909年描述。牠們分佈在英國及愛爾蘭，並在法國、比利時及荷蘭，有可能也在更東的地區。牠們上身呈褐色，色澤較暖，臀部呈橄欖色，下身呈黃色。牠們是部份候鳥，一些會到法國南部及伊比利半島過冬。牠們可以與在中歐的指名亞種及在內赫布里底群島的T. p. hebridensis混種。[5]

另一個亞種，如西伯利亞的T. p. nataliae並未廣泛獲得接受。

## 特徵

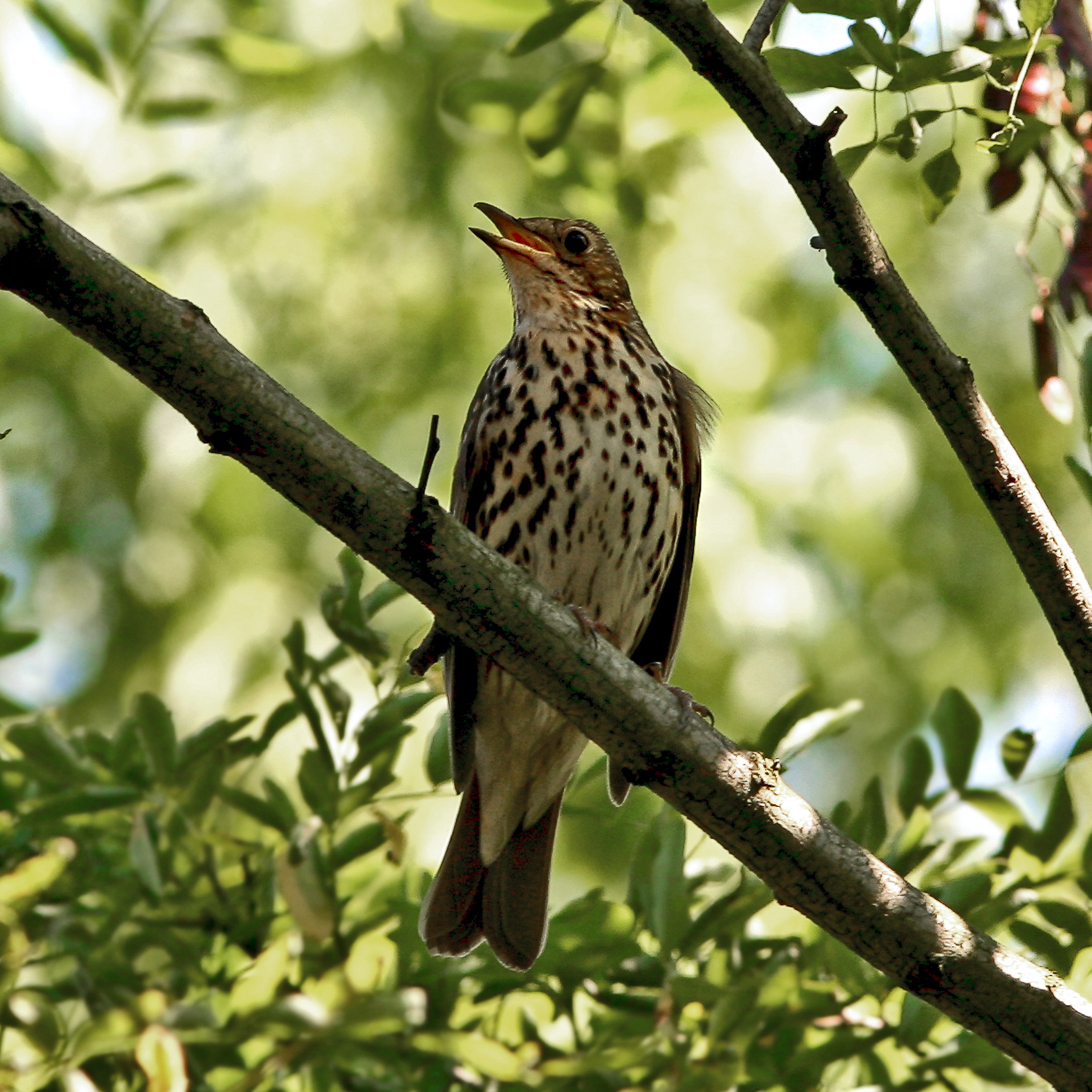
在樹上唱歌的歐歌鶇。

歐歌鶇長20-23.5厘米及重50-107克。兩性相似，背部呈褐色，下身呈奶白色或淺黃色，有黑色的斑點。翼底及喙呈黃色，腳是粉紅色的。牠們上身的顏色由瑞典至西伯利亞逐漸變冷色系。雛鳥像成鳥，但背上及翼底有淺黃色或橙色的斑紋。
最像歐歌鶇的物種是白眉歌鶇，但牠們的眉是白色，兩側紅色。槲鶇較大，尾巴呈白色；寶興歌鶇雖然羽毛相似，但面上有黑色斑紋，而且分佈地也不重疊。
歐歌鶇的叫聲短而尖銳，遷徙時會發出薄而高音的叫聲。警報聲會隨著危險而變得短及刺耳。雄鳥在樹上、天台或其他高位的叫聲是清晰的歌聲。在埃利安錫爾的群落一般會在2月至6月間發出這種叫聲，而其他亞種則要到11月至7月才發出這種叫聲。牠們是叫聲最大的鳥類之一。
雄鳥的歌聲可以多達100種劇目，大部份都是由父母處及鄰近的鳥類抄來。模仿聲包括人造的電話聲，牠們也會重覆飼養鳥類的叫聲，如白臉樹鴨。

## 分佈及棲息地

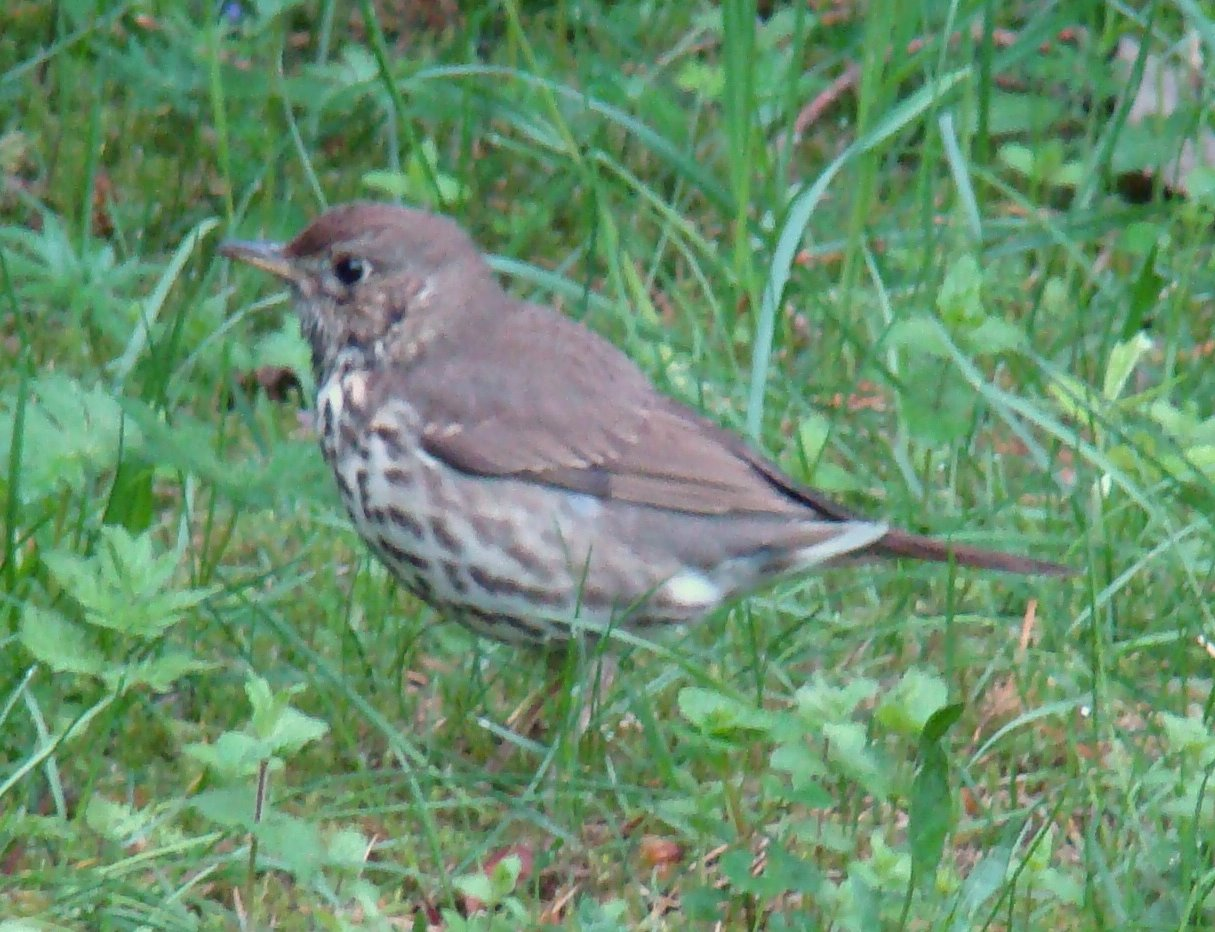
在立陶宛的指名亞種。

歐歌鶇在大部份歐洲地區（但不包括大部份伊比利半島、義大利低地或希臘南部）、經烏克蘭及俄羅斯至貝加爾湖繁殖。牠們在挪威分佈至北緯75°，但在西伯利亞卻只達北緯60°。從斯堪地那維亞、東歐及俄羅斯而來的歐歌鶇會到地中海、北非及中東過冬，但在西部的只有一些會離開自己的地方。
指名亞種於1860年及1880年由馴化協會引入到新西蘭及澳洲。歐歌鶇在新西蘭快速適應及擴展至周邊的島嶼，如克馬德克群島、查塔姆群島及奧克蘭群島。不過牠們在澳洲只限於在墨爾本附近的地方。歐歌鶇在新西蘭掠食無脊椎動物造成一定影響，而牠們也對果園造成商業損失。歐歌鶇在新西蘭作為入侵物種，故沒有法律保障。
歐歌鶇一般棲息在有草叢及鄰近開放地方的森林，而在西歐則也會棲息在花園及公園。牠們可以在林木線繁殖，在瑞士就可達2200米。T. p. hebridensis會在較為開放的郊野繁殖，包括荒原；而在東部的指名亞種則只限於茂密的針葉林內繁殖。英國一項研究發現歐歌鶇的分佈地只有3.5%是農地，而花園則佔了71.5%。餘下的則是林地。牠們過冬的地方與繁殖地相近，但不會在高原及其他開放的地方。不過T. p. hebridensis會經常走到海岸過冬。

## 行為
歐歌鶇並不經常聚居，有時在冬天或環境適合覓食時才會走在一起，也有可能與烏鶇、田鶇或白眉歌鶇一起生活。牠們傾向回到同一過冬的地區。
歐歌鶇是一夫一妻制的。在會遷徙的地區，雄鳥回到繁殖地後會重新設立地盤及開始唱歌；而在其他地區，雄鳥會全年留在自己的地盤，間中唱歌，但雌鳥可能會自行設立過冬的地點，直至於初春時配對在一起。
在遷徙時，歐歌鶇主要在夜間展開旅程，並採取直接及強烈的飛行行動。牠們會以鬆散的小群橫渡海洋，並經常互相呼叫保持聯繫。在較北部的歐歌鶇會於4月至8月進行遷徙，而大部份的因路程較短，則會在9月至12月中旬才南下。惡劣的氣候可以使牠們遷徙得更遠。回程的時間各有不同，如在地中海的是約在2月中旬，而瑞典北部及西伯利亞中部的則會在5月。在格陵蘭、多個大西洋島嶼及西非曾發現一些離群的份子。

### 繁殖及生存

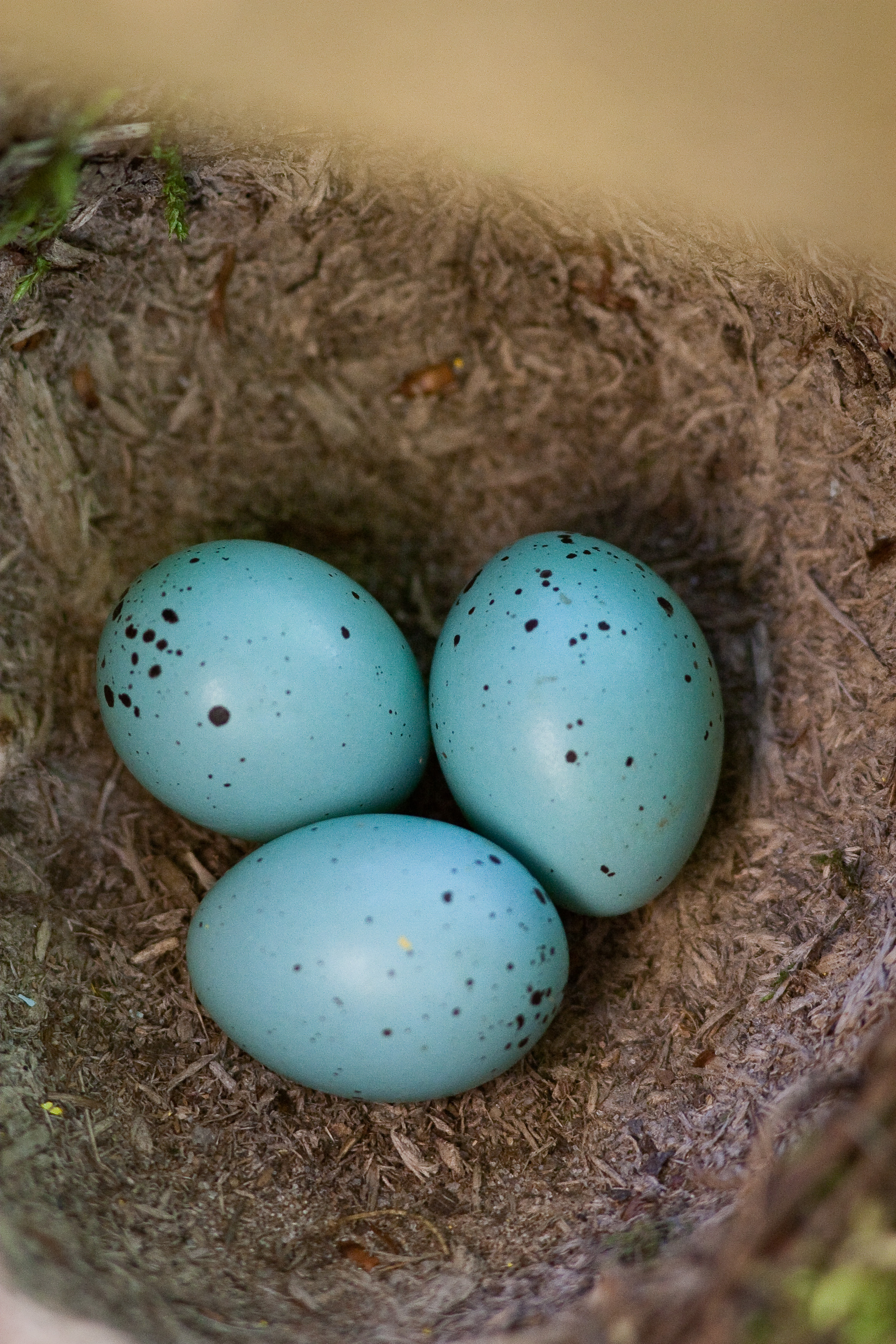
歐歌鶇的蛋。

雌性歐歌鶇會在灌木、樹或蔓上築巢，T. p. hebridensis則會在地上築巢。牠們會以泥及乾草築巢。雌鳥每次會生4-5顆蛋，鳥蛋呈鮮藍色，有些少黑色或紫色的斑點，蛋約有2.7 x 2.0厘米大小及重6克，當中6%為蛋殼。雌鳥會獨自孵蛋10-17日；孵化後10-17日雛鳥就會換羽。牠們每年一般生2-3次蛋，但在北部地區的可能只有一隻雛鳥能仍長。平均而言，54.6%的英國雛鳥於首年仍然生存，成年的每年生存率為62.2%。牠們的壽命為3年，但最老的可以老達10歲8個月。

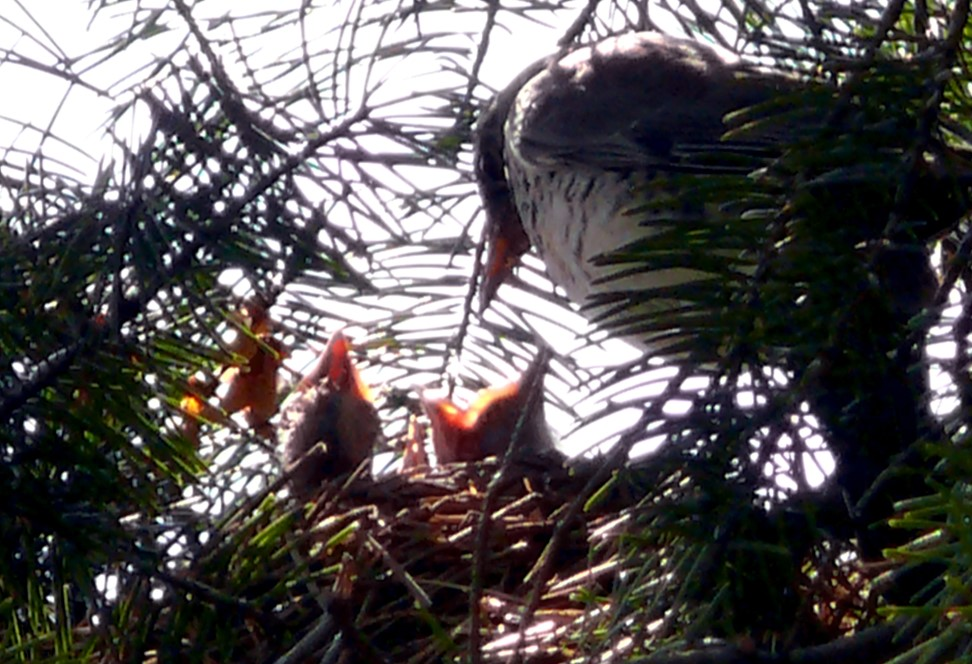
在巢中的成鳥與雛鳥。

歐歌鶇有時會成為大杜鵑等的寄主，但此情況很罕有，因牠們能夠發現杜鵑鳥蛋的不同。不過，牠們不會帶有與烏鶇相同的攻擊性對付成年杜鵑。在新西蘭入侵的歐歌鶇在以往超過130年間都能分辨非偽裝的鳥蛋。
貓、縱紋腹小鴞及雀鷹等會掠食成年歐歌鶇；喜鵲、松鴉及灰松鼠也會掠食鳥蛋及雛鳥。就像其他的雀形目，歐歌鶇也有寄生蟲，如線蟲動物門的Splendidofilaria (Avifilaria) mavis。一項俄羅斯有關血液寄生蟲的研究顯示所有田鶇、白眉歌鶇及歐歌鶇含有變形血原蟲屬及錐蟲屬。硬蜱屬也很普遍，牠們也會帶有病原體，包括在俄羅斯、東歐及中歐森林地區的腦炎，與及較為普遍的疏螺旋體屬。一些疏螺旋體屬的物種會引起萊姆病，而歐歌鶇等在地上覓食的雀鳥則是此病的溫床。

### 覓食

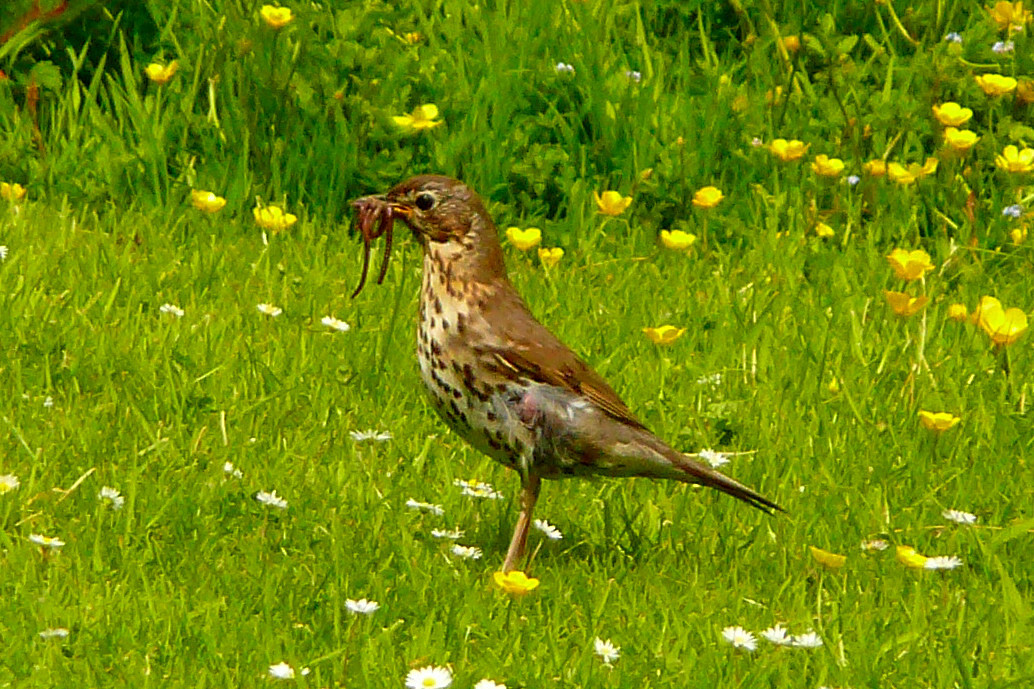
滿喙都是蚯蚓的歐歌鶇。

歐歌鶇是雜食性的，吃多種無脊椎動物，尤其是蚯蚓及蝸牛，也會吃軟果實及草莓。牠們會以視覺來尋找獵物，或會在葉堆中尋找潛在食物。
當在乾旱或惡劣的環境下，蝸牛是歐歌鶇重要的食物。牠們會用石頭來敲碎蝸牛的殼，抽出軟體部份，並將之放在地上擦。幼鳥最初會學習拋物件，直至懂得使用工具來敲碎蝸牛殼。雛鳥主要吃動物食物，如蠕蟲、蛞蝓、蝸牛及昆蟲幼蟲。
二樹叢蝸牛經常被歐歌鶇所掠食，它們多態的殼被認為是為了減低掠食而進化的。不過，歐歌鶇並非唯一的掠食者。

## 保育狀況
歐歌鶇的分佈地很廣，估計達1000萬平方公里，單在歐洲的數量就估計有4000-7100萬隻。
在古北界西部，有證據顯示數量下降，但並未達至保育的水平，故世界自然保護聯盟將之列為無危。在英國及荷蘭，牠們的數量就下降了50%。在農地上的數量下降得最厲害，相信是與種植業的改變有關。真實原因但卻不明，也有可能與樹籬的消失或加劇使用殺蟲劑有關。這種改變令食物的供應減少。在花園，使用毒餌來控制蛞蝓及蝸牛也對歐歌鶇造成危害。在城市，牠們也成為了路殺。

## 文化
托馬斯·哈代、泰德·休斯及威廉·華茲華斯也在其詩中描述了歐歌鶇。

### 食物
歐歌鶇最早於12000年前被捕獵作為食物，在《奧德賽》也有記載。在地中海一直至今也有捕獵牠們，但並非牠們在某些地區真正減少的原因。
在西班牙仍然有用粘鳥膠來捕捉歐歌鶇。於2003年及2004年，歐盟嘗試禁止這種捕獵方法，但不成功。

### 寵物
歐歌鶇最少於19世紀就已經被捕捉作為寵物。同樣地也沒有證據顯示捕捉牠們作為寵物令其數量下降。

## 外部連結
- RSPB （页面存档备份，存于）
- BBC Archive.today的存檔，存档日期2012-12-23
- Birds of Britain （页面存档备份，存于）
- Garden Birds （页面存档备份，存于）
- Internet Bird Collection （页面存档备份，存于）